# Holopogon oriens
Holopogon oriens là một loài ruồi trong họ Asilidae. Holopogon oriens được Martin miêu tả năm 1959. Loài này phân bố ở vùng Tân Bắc giới.